# Biblioteca Riccardiana
La Biblioteca Riccardiana è una biblioteca pubblica statale che dipende dal Ministero della Cultura, situata nel Palazzo Medici Riccardi, in via de' Ginori 10, nella zona del Mercato Centrale e della Basilica di San Lorenzo, a Firenze. Sua principale peculiarità è quella di conservare i libri, raccolti dai Riccardi, negli stessi luoghi a loro destinati dal volere dei proprietari. Ancora oggi si ammirano i magnifici scaffali intagliati e dorati grazie ai quali la Riccardiana è in grado di evocare l'idea tangibile di una biblioteca patrizia della fine del XVII secolo, mantenuta perfettamente intatta in tutte le sue strutture.
Attigua a questa biblioteca ve ne è un'altra, la Biblioteca Moreniana, adiacente nei locali ma separata dal punto di vista amministrativo e storico, in quanto pertinente alla Città metropolitana di Firenze.

## Storia della biblioteca e dei suoi ambienti
La Biblioteca si trova sul lato posteriore di Palazzo Medici (ora Palazzo Medici Riccardi), con accesso in Via de' Ginori, edificio che Gabriello Riccardi (1606-1675) acquistò nel marzo del 1659.
Per i Riccardi, diventare proprietari del palazzo dopo i Medici fu per una specie di consacrazione, che attenuava l'ombra di una nobiltà recente e di origini molto modeste. In un momento in cui il patrimonio dei Riccardi era inferiore solo a quello mediceo, fu Francesco Riccardi (1648-1719) a decidere di investire l'astronomica cifra di 115.000 scudi per ammodernamento, ampliamento e decorazione del palazzo appena acquistato. Ciò portò ad un radicale cambiamento nello stile di vita della famiglia ma anche, alla fine, al suo dissesto finanziario.
Il marchese Riccardi decise di riadattare alcuni locali sul retro del palazzo (prospicienti sull'attuale via de' Ginori) per creare una sorta di “museo domestico” in cui sistemare le collezioni familiari, fino ad allora conservate presso la residenza di famiglia di via Gualfonda (oggi via Valfonda): quella delle medaglie, dei bronzi, delle gemme, dei cammei, dei manufatti in oro e avorio così come la biblioteca iniziata dal prozio Riccardo Romolo Riccardi (1558-1612). I lavori durarono circa trent'anni, con un'interruzione intorno al 1670 per l'acquisto di alcune case che avrebbero consentito ulteriori ampliamenti alla dimora, per riprendere poi a ritmi serrati. Nel 1689, a lavori non ancora completati (tra cui nemmeno la facciata su via Larga), venne inaugurata la Galleria dipinta da Luca Giordano. L'occasione fu un evento che coinvolse tutta la città, ossia i sontuosi festeggiamenti per le nozze del gran principe Ferdinando de' Medici con Violante Beatrice di Baviera.

A capo dei lavori di restauro e trasformazione del palazzo si succedettero Ferdinando Tacca, Pier Maria Baldini e Giovanni Battista Foggini. Quest'ultimo fu incaricato di progettare anche gli apparati decorativi degli ambienti mentre per abbellire i soffitti delle due sale più ampie, il salone e la libreria, venne scelto Luca Giordano, pittore fra i più ricercati dell'epoca e denominato “Luca fa presto” per la sua velocità nell'esecuzione pittorica.

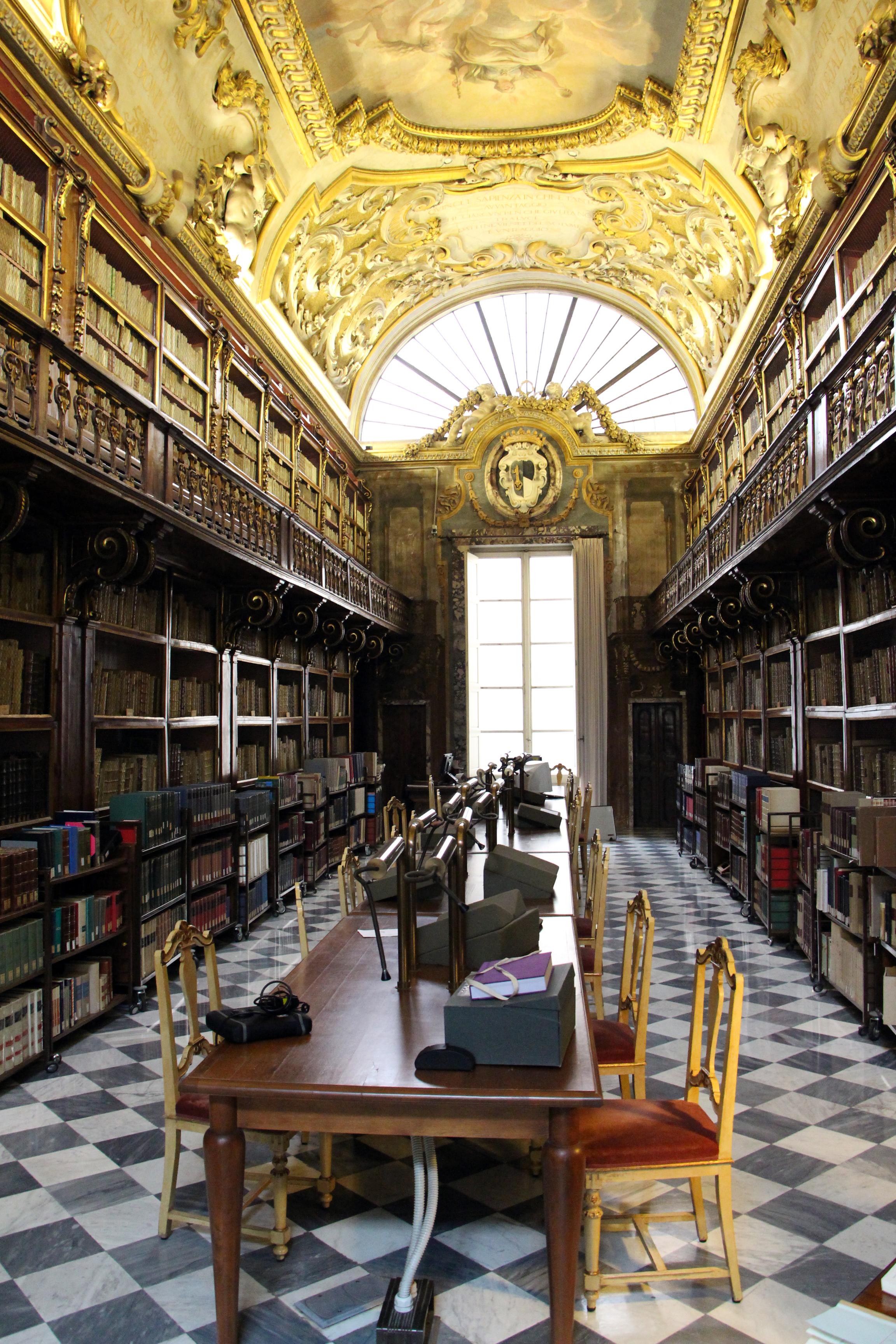
Sala di lettura

Galleria e libreria (oggi biblioteca) erano state originariamente pensate come un unicum, infatti anche il programma illustrativo degli affreschi è continuo. Il salone, che dobbiamo immaginare come una Wunderkammer tardo barocca, fungeva da magnifico vestibolo alla biblioteca.

La decorazione pittorica di Giordano segue il programma del senatore Alessandro Segni (erudito, segretario dell'Accademia della Crusca, stimato letterario e precettore di Francesco Riccardi). Nel salone, ad esser rappresentate sono le diverse fasi della vita umana e i suoi destini (di premio o di punizione): si susseguono scene legate alla vita umana e terrena, con personificazioni delle stagioni, assieme a personaggi mitologici immersi nella natura. Il tema raffigurato nella volta della biblioteca è invece il cammino verso la saggezza, il sapere e la conoscenza intellettuale. La scena, sempre affrescata da Giordano (1685) e intitolata “L'intelletto che comprende la Verità”, è più composta e comprende pochi personaggi: la Divinità in alto, la Verità (una fanciulla nuda), la Teologia (figura con il drappo azzurro), più in basso l'Intelletto fra la Scienza e la Filosofia. Il significato, sotteso, è il seguente: il sapere, favorito dai Riccardi, consente all'uomo di ascendere rispetto al proprio stato naturale, alla luce della Verità (una Verità di fede, garantita dalla Teologia, ma anche una Verità di scienza, conseguita su questa terra con l'ingegno e la ricerca).

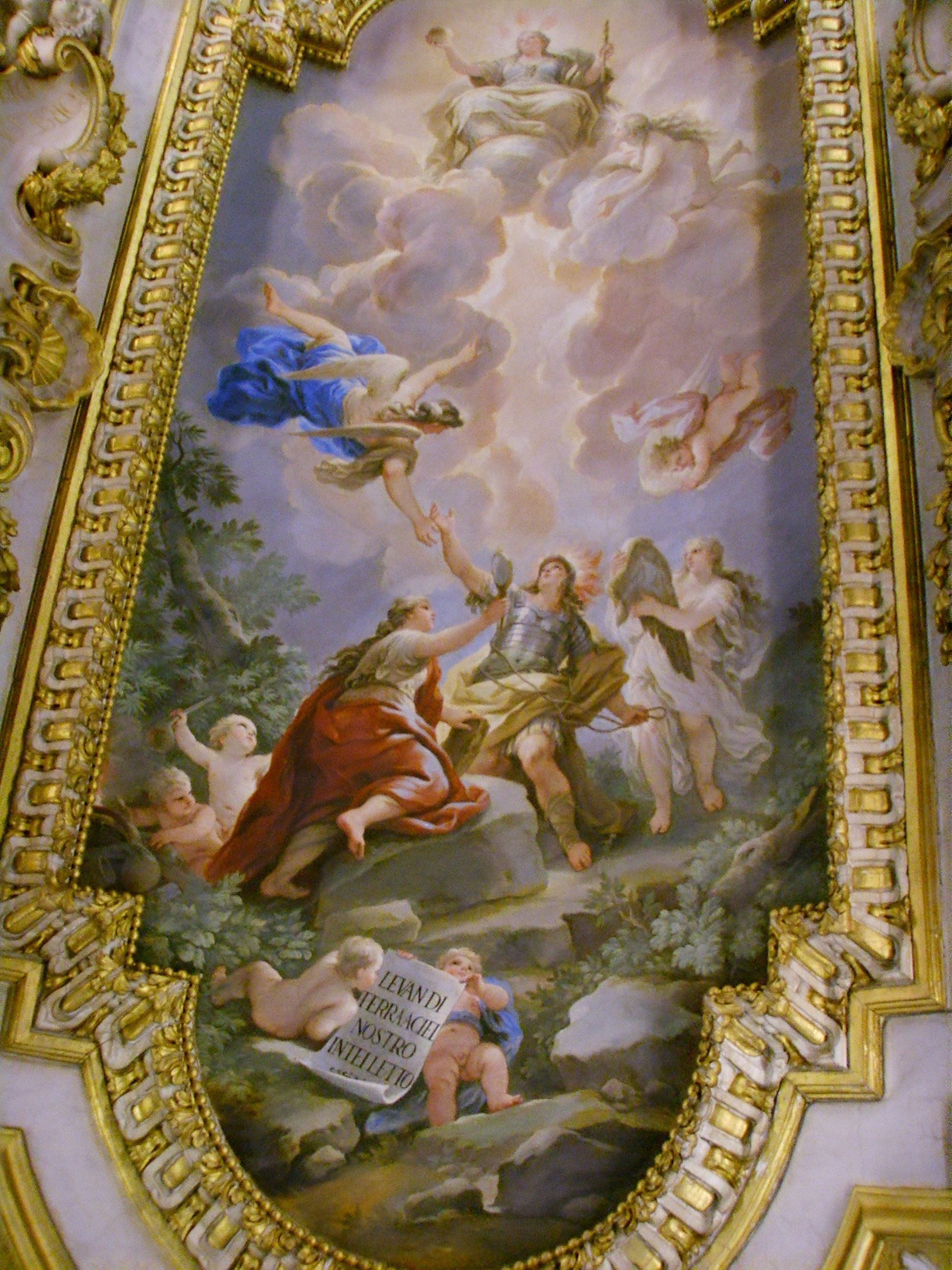
Luca Giordano, L'intelletto che comprende la Verità, volta della sala di lettura, affresco

Fu sempre lo stesso committente, Francesco Riccardi, ad occuparsi degli arredi, e persino della scelta del legno, tanto da stipulare una convenzione con due artigiani fiorentini, Tommaso e Giuseppe Stecchi, per la fornitura e messa in opera di tutta la struttura lignea delle librerie. Per il salone delle feste, invece, Francesco scelse degli armadi realizzati a Roma, alternati a specchi dipinti da Anton Domenico Gabbiani, Bartolomeo Bimbi e Pandolfo Reschi.
Al 1691, nell'ambito del complesso programma ornamentale che aveva coinvolto gli ambienti più prestigiosi del palazzo, risale la decorazione delle due sale interne della biblioteca (oggi sala Esposizione e sala Catalogo), dove venne ripreso il tema del destino dell'uomo. La decorazione fu affidata a Tommaso Nasini (1663-1746) ed al cugino Giuseppe Nicola Nasini (1657-1736). I due affreschi raffigurano “Ercole al bivio” o “Ercole nel giardino delle Esperidi” (sala Esposizione), e “Giove fulmina i Giganti” (sala Catalogo).

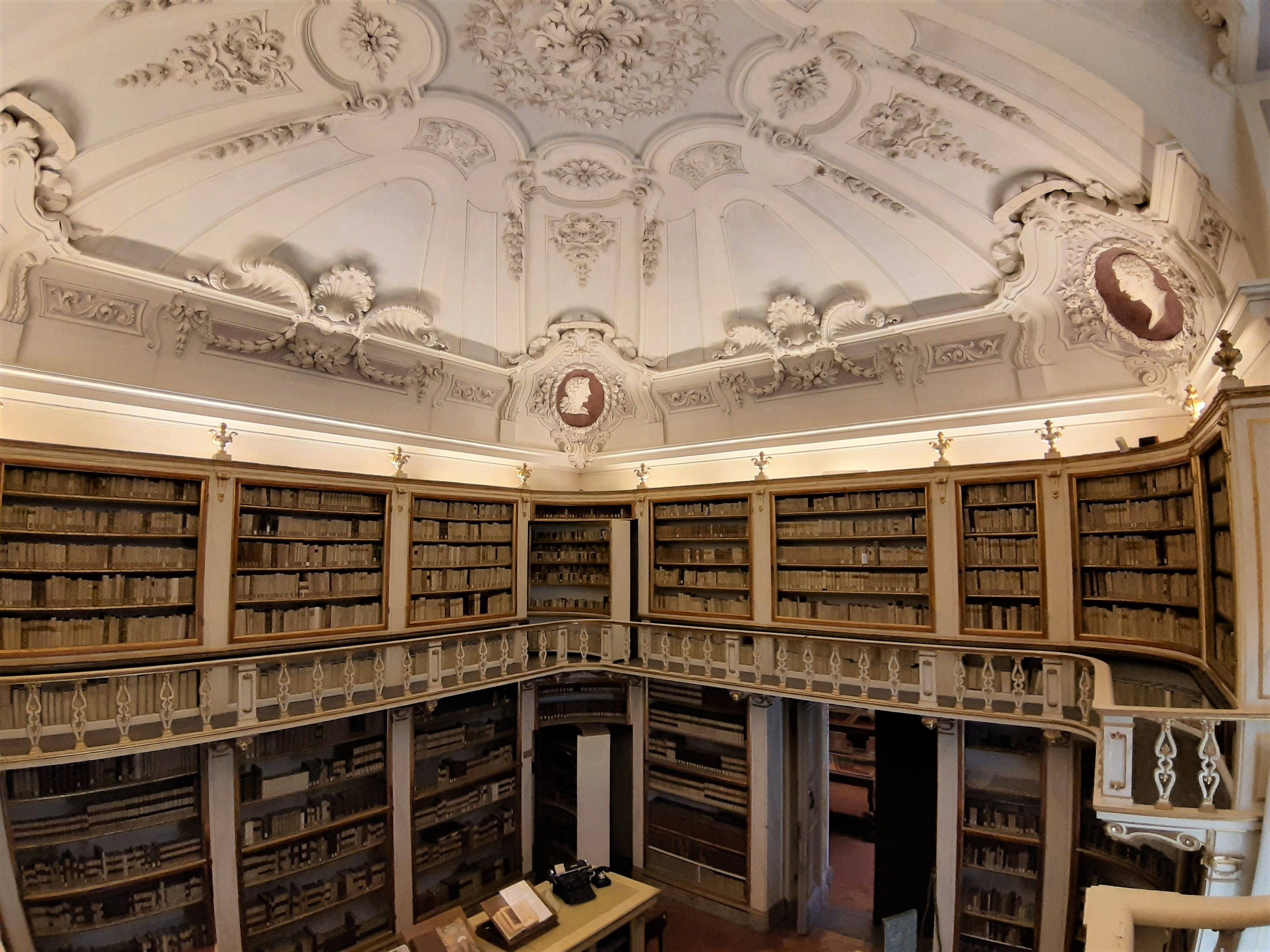
Sala Direzione

Ulteriori ampliamenti della biblioteca riccardiana risalgono alla seconda metà del Settecento quando, a seguito di ulteriori acquisti di fabbricati (1786) da parte del bibliofilo Suddecano Gabbriello Riccardi (1705-1798), venne realizzata l'attuale sala direzione, di gusto neoclassico, dedicata alle Muse ed a Minerva. Alla cultura classica alludono anche, agli angoli del soffitto della stanza, i quattro cammei che rimandano a quelli antichi in pietre dure con ritratti di filosofi e poeti, in cui si riconoscono Cicerone, Virgilio, Omero e Platone. Agli stessi anni risale la realizzazione, per la Direzione e l'attigua sala Esposizione, di una grande scaffalatura a tutta parete e con ballatoi, a cui si accede tramite scale sul retro e l'elegante artificio degli scaffali girevoli.
Con il fallimento della famiglia all'inizio del XIX secolo, il museo e la libreria dei Riccardi vennero messi in vendita ed in previsione dell'asta si diffuse in Italia e nelle più importanti città d'Oltralpe, un indice della collezione: l'Inventario e stima della Libreria Riccardi (Firenze, 1810). Nel 1812 si fece avanti una cordata di librai che si aggiudicò l'asta per 98.000 franchi. I nuovi proprietari (Piatti, Pagani, Todini e Casini, cui si erano aggiunti anche i librai Molini e Landi) offrirono la libreria Riccardi alla municipalità per 130.000 franchi ma dopo varie trattative si trovò l'accordo sulla cifra di 111.000 franchi da pagarsi in tre anni. A seguito dell'autorizzazione di spesa da parte del Ministero dell'Interno, il 29 aprile del 1813 il Consiglio Municipale fu in grado di deliberare l'acquisto della biblioteca.

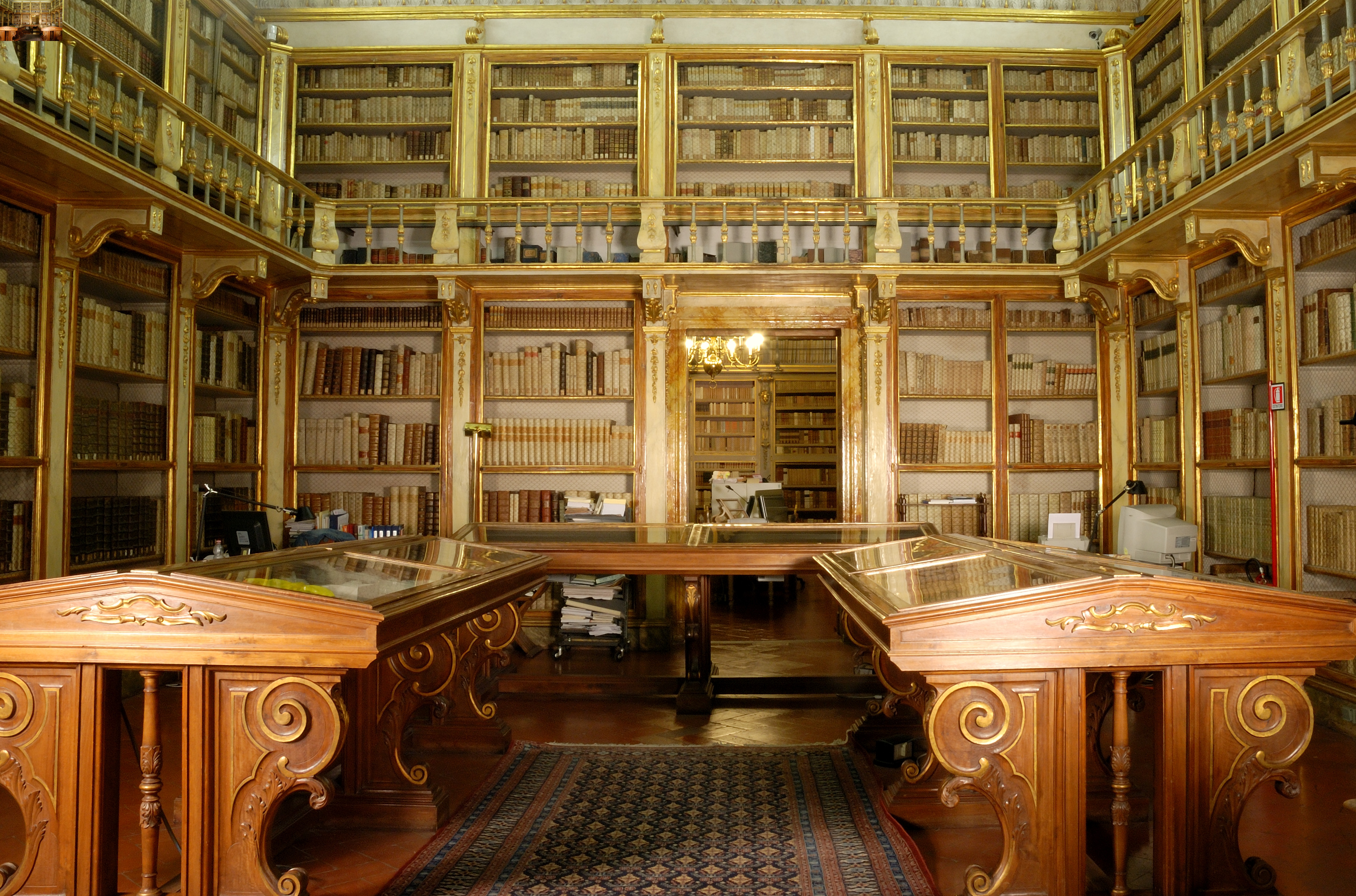
Sala Esposizione

Entrarono così a far parte del patrimonio culturale pubblico ben 3.590 manoscritti, 617 incunaboli e rari, 18.257 edizioni. La libreria venne affidata ai due bibliotecari di casa Riccardi, Francesco Fontani e Luigi Rigoli, che vi avrebbero prestato servizio gratuito e ne avrebbero garantita un'immediata apertura al pubblico. Nel 1815, con la Restaurazione, la biblioteca fu ceduta allo Stato e, dichiarata di pubblico uso dal Granducato di Toscana, fu aperta il 9 ottobre dello stesso anno. Gli anni che seguirono l'apertura al pubblico non furono sempre facili: finché valsero le disposizioni testamentarie di Gabbriello a favore dei suoi due bibliotecari non ci furono problemi; ma già nel 1819 ad esempio, dopo la morte del Fontani, il superstite Rigoli si trovò a combattere contro un progetto di unione della Riccardiana alla Biblioteca Marucelliana.
Nel 1876 la Riccardiana venne data in amministrazione al prefetto della Biblioteca Nazionale di Firenze, a cui rimase legata fino al 1884 e successivamente, nel 1898, fu affidata alla direzione amministrativa della Biblioteca Laurenziana. Rimasta chiusa dopo la prima guerra mondiale, venne riaperta al pubblico nel 1942 come biblioteca indipendente dal punto di vista amministrativo, afferente oggi come biblioteca pubblica statale alla Direzione generale Biblioteche e Diritto d'autore del Ministero della Cultura.

## Formazione del patrimonio
Tra volumi e manoscritti, il patrimonio della biblioteca è amplissimo e in parte ancora inedito, motivo per cui non è raro possano esser fatte nuove scoperte. La Biblioteca Riccardiana ad oggi conserva un fondo manoscritti comprendente 4460 volumi e 5620 carte sciolte (tra cui si segnalano i fondi di Giovanni Lami, Giovan Battista Fagiuoli, Lorenzo Mehus e Mario Pieri), nonché un fondo di libri a stampa (73.342 volumi in totale) di cui 725 incunaboli e 3880 cinquecentine.
Studiare la Riccardiana dal versante della storia dei manoscritti significa comprendere che questa è stata il collettore straordinario di un gran numero di raccolte private fiorentine e toscane quattro e cinquecentesche, acquistate dai Riccardi per intento collezionistico: per questo motivo in Riccardiana sono approdate parti consistenti delle biblioteche di uomini illustri come quella di Marsilio Ficino, Cristoforo Landino, Poggio Bracciolini, Crinito, Bartolomeo Fonzio, Nicodemo Tranchedini, Francesco Tranchedini, Benedetto Varchi, oltre che di importanti famiglie quali i Pandolfini, Minerbetti, Nesi, Adimari e Medici.

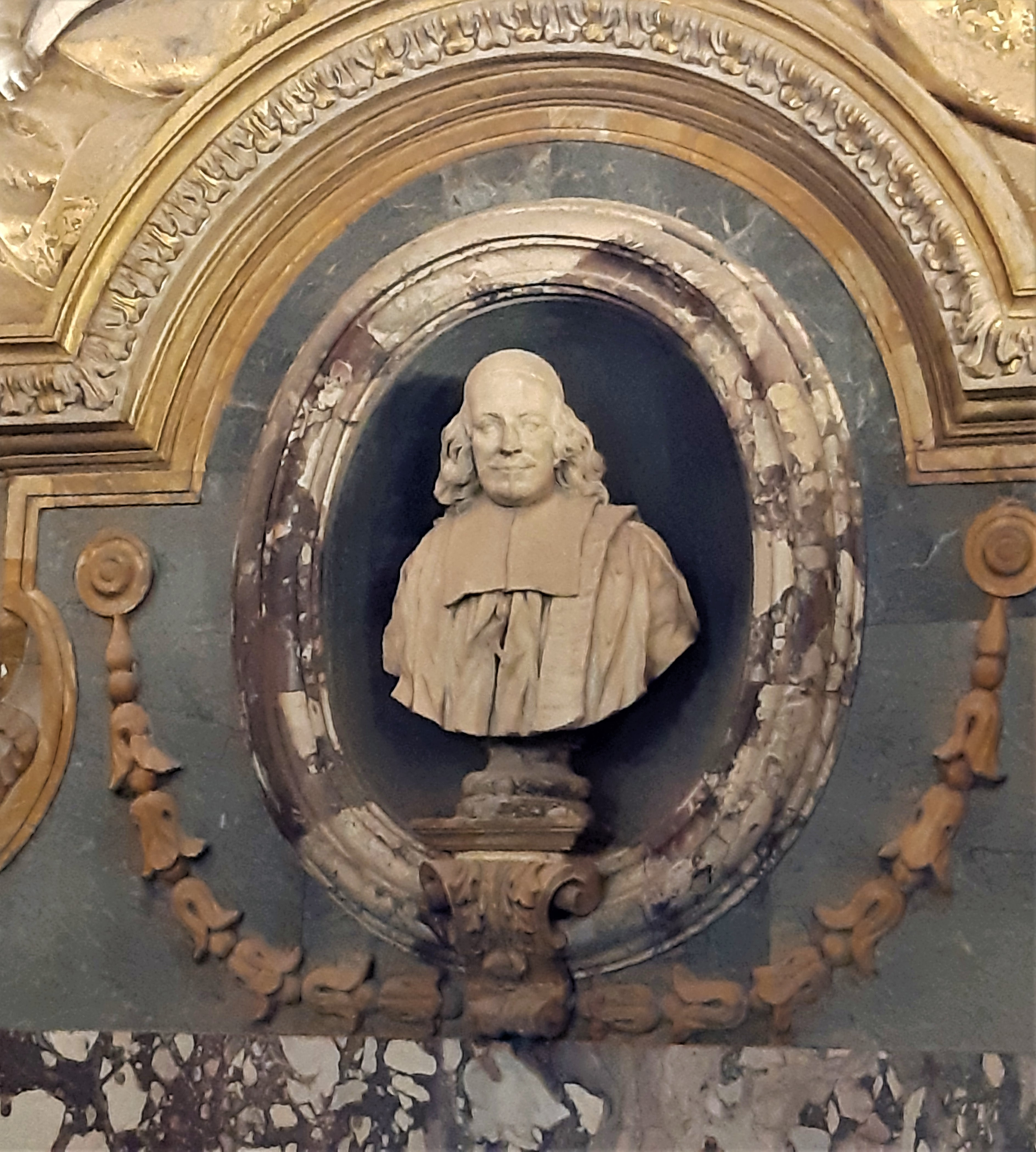
Giovan Battista Foggini, Busto-ritratto di Vincenzio Capponi, marmo

Da un inventario del 1632 sappiamo che, senza alcuna distinzione tra manoscritti e stampati, a quell'anno la libreria Riccardi era composta da circa 500 pezzi. Un grosso cambiamento vi fu quando fece il suo ingresso in casa Riccardi, alla morte di Vincenzio Capponi (1688), un nucleo di oltre 5.000 stampati e 249 manoscritti, già dote della figlia Cassandra, che aveva sposato Francesco Riccardi, per cui il patrimonio librario della famiglia crebbe considerevolmente. Nel frattempo Francesco, oltre a percepire la biblioteca Capponi,  aveva incrementato la collezione familiare con acquisti di molti libri, soprattutto durante il suo grand tour ed il soggiorno a Roma tra il 1699 e il 1705. Stabilitosi a Firenze, nel Palazzo di via Larga, fece preparare gli inventari del suo museo. A quello dei libri si dedicò, nel 1706, il primo bibliotecario di casa Riccardi, il sacerdote Filippo Modesto Landi (m. 1756), a cui poi succedette, dal 1733, Giovanni Lami (1679-1770). Quest'ultimo pubblicò a dispense, tra il 1744 e il 1756, quello che possiamo considerare il primo catalogo alfabetico dei manoscritti di proprietà della famiglia.
Furono i quattro figli di Cosimo ad ereditare la passione per i libri del nonno Francesco ed in particolare il canonico Suddecano Gabbriello (1705-1798) che contribuì in maniera straordinaria ad accrescere e salvaguardare la libreria di famiglia: egli scelse di separare il destino delle collezioni da quello della biblioteca, per la quale assicurò un'autosufficienza economica e ne dispose l'apertura al pubblico con un orario regolare, permettendo anche il prestito di alcuni volumi.
Fu lo stesso Suddecano ad organizzare la biblioteca secondo l'aspetto attuale, concedendo fin dal 1737 agli uomini di cultura la possibilità di attingere al prezioso patrimonio librario, come dimostra un registro di prestito ancora oggi conservato (Ricc. 3481). Egli acquistava personalmente le opere e, non trascurando l'aspetto estetico, ne curava la legatura, rivolgendosi a persone di fiducia. Le sue numerose acquisizioni erano facilitate anche dai rapporti privilegiati, dovuti alla sua carica, con le comunità religiose.
I diversi acquisti non ebbero mai una collocazione propria, come fondi staccati della raccolta, ma vi furono inseriti e integrati. Per questo, a differenza di tante biblioteche pubbliche, in cui è necessario orientarsi tra fondi e inventari diversi, la Riccardiana si configura ancora oggi come un'unica collezione. L'ordinamento attuale dei manoscritti corrisponde fondamentalmente a quello codificato nell'Inventario e stima del 1810. In quell'occasione le due raccolte di casa Riccardi – quella iniziata da Francesco, e quella di Gabbriello – furono fuse, senza riguardo per le provenienze, in un'unica serie numerica seguendo il seguente criterio:
- Ricc. 1-98: manoscritti greci ed ebraici
- Ricc. 99-166: manoscritti greci e latini
- Ricc. 167-220: manoscritti arabi
- Ricc. 221-1001: manoscritti latini
- dal Ricc. 1002: manoscritti “d'Autori Classici Italiani”.

Dopo il 1810 la collezione di manoscritti si è accresciuta per acquisti e donazioni e, ad oggi, arriva a comprendere 4460 volumi.

### Il fondo dei disegni
In biblioteca si conservano 276 disegni: un fondo grafico, composto da schizzi e disegni, che appare quasi come un relitto di un patrimonio ben più ampio e consistente, che annoverava quei grandi nomi di cui la quadreria della famiglia andava orgogliosa. Si rammentano, fra gli altri, disegni di figura di Giovanni Battista Foggini, Giulio Campi, Bernardino Poccetti, Jacopo Chimenti detto l'Empoli, Anton Domenico Gabbiani, Giuseppe Zocchi, Pier Dandini, Jacopo Chiavistelli ed altri protagonisti della scuola fiorentina del XVII secolo, oltre a disegni d'architettura di Domenico Cresti detto il Passignano, Giuseppe e Domenico Valeriani ed altri.

### Le donazioni
Il patrimonio della biblioteca è stato incrementato, nel tempo, con acquisti e donazioni: ne sono un esempio i 134 volumi di pregiate miscellanee appartenute a Giuseppe del Rosso (donati nel 1831);  i 55 volumi manoscritti di Mario Pieri, insieme alla sua corrispondenza (donati nel 1852); il ricco lascito di carte d'argomento politico di Abramo Basevi (1873); la corrispondenza politica e letteraria di Leopoldo Galeotti (donata per testamento alla Riccardiana nel 1879).
Donazioni del XX secolo sono invece i carteggi ed i volumi di Niccolò Rodolico (donati nel 2019 dopo un lungo deposito), quelli di Renato Fucini e di Giovanni Rosadi, le lettere di Eleonora Duse, e i disegni di Itala, detta Mippia, Fucini.
In Riccardiana si conservano inoltre la Collezione Segré (attinente a studi su Francesco Petrarca), e la Collezione Uzielli (di interesse geografico). Infine, la biblioteca conserva la collezione di Sestilia Chiostri e delle sue due sorelle: un fondo in cui sono presenti disegni, fotocopie, carta-modelli di moda e fotografie, e che rappresenta l'attività del loro atelier di moda, svoltasi tra gli anni 1920 e 1970.

## Opere di maggior pregio
Tra le curiosità della Riccardiana vi sono 14 tavolette del XIX secolo in lingua polinesiana (Ricc. 4125), scritte su corteccia d'albero su entrambi i lati e con formule rituali magico-religiose, tre rotoli (uno in greco, uno in arabo e uno in ebraico). Uno dei primi libri della cucina toscana (Ricc. 1071) dedicato alla gaudente Compagnia dei Dodici ghiottoni, gli autografi di Petrarca, Boccaccio e di tutti i più grandi umanisti del Quattrocento come Pico della Mirandola, Alberti, Marsilio Ficino, Poliziano, di artisti come Piero della Francesca e Bartolomeo Ammannati.
Straordinaria poi la raccolta teatrale che unisce deliziosi bozzetti di scena, realizzati per il granduca Ferdinando II (Ricc. 2444), brogliacci per attori, canovacci di commedie ed altro materiale di estrema rarità che contribuisce a far luce sulla scenotecnica, produzione e realizzazione di opere teatrali. Di notevole importanza è altresì la collezione di manoscritti danteschi fra i quali si segnalano il Ricc. 1005, anche conosciuto come Riccardiano-Braidense: Commedia miniata di origine bolognese che comprende Inferno e Purgatorio (il Paradiso si conserva alla Biblioteca Braidense di Milano) ed il commento di Jacopo della Lana; il Ricc. 1035 (di cui si veda la breve descrizione di seguito), oltre che il Ricc. 1040, manoscritto del XV secolo che nell'antiporta ospita un ritratto di Dante, raffigurato dai caratteristici tratti somatici, così come tramandati dalla tradizione.
Oltre ai manoscritti i Riccardi collezionarono anche preziosi incunaboli (tra cui, per esempio, gli Erotemata di Manuele Crisolora, forse il primo testo stampato in greco), e stampati come la Bibbia appartenuta al Savonarola ricca di postille autografe (Ed. Rare 640).

### Manoscritti
- Trattati di Archimede (Ricc. 106): manoscritto in cui sono raccolti una serie di trattati di Archimede in cui è da riconoscere la mano di Piero della Francesca negli oltre 200 disegni geometrici che commentano il testo, a margine. Tra questi figurano studi di spirali, a testimonianza dell'attenzione dedicata ai classici;
- Bibbia atlantica (Ricc. 221): Bibbia manoscritta datata al primo decennio del XII secolo definita “atlantica” per le sue proporzioni gigantesche (mm 908x415). Appartiene al gruppo delle Bibbie romane e umbro-romane come le più note Bibbie di S. Cecilia, del Pantheon e di Todi, oltre a quelle della Biblioteca Angelica;
- Salterio, detto, di Federico II (Ricc. 323): manoscritto datato 1235-1237 ca., commissionato da Federico II per la terza moglie, presenta miniature tipiche dell'Italia meridionale, caratterizzate dal severo rigore bizantino unito allo splendore dell'oro e allo smalto dei colori;
- Leggende di Santa Margherita e Sant'Agnese (Ricc. 453): manoscritto prodotto a Bologna alla fine del Duecento in una bottega specializzata nella confezione di volumi di lusso, è un codice di piccole dimensioni ma di alta qualità e destinato a una committenza di alto rango;Ricc. 492 c. 89 r Virgilio Riccardiano, Enea, Ascanio e Anchise in fuga da Troia

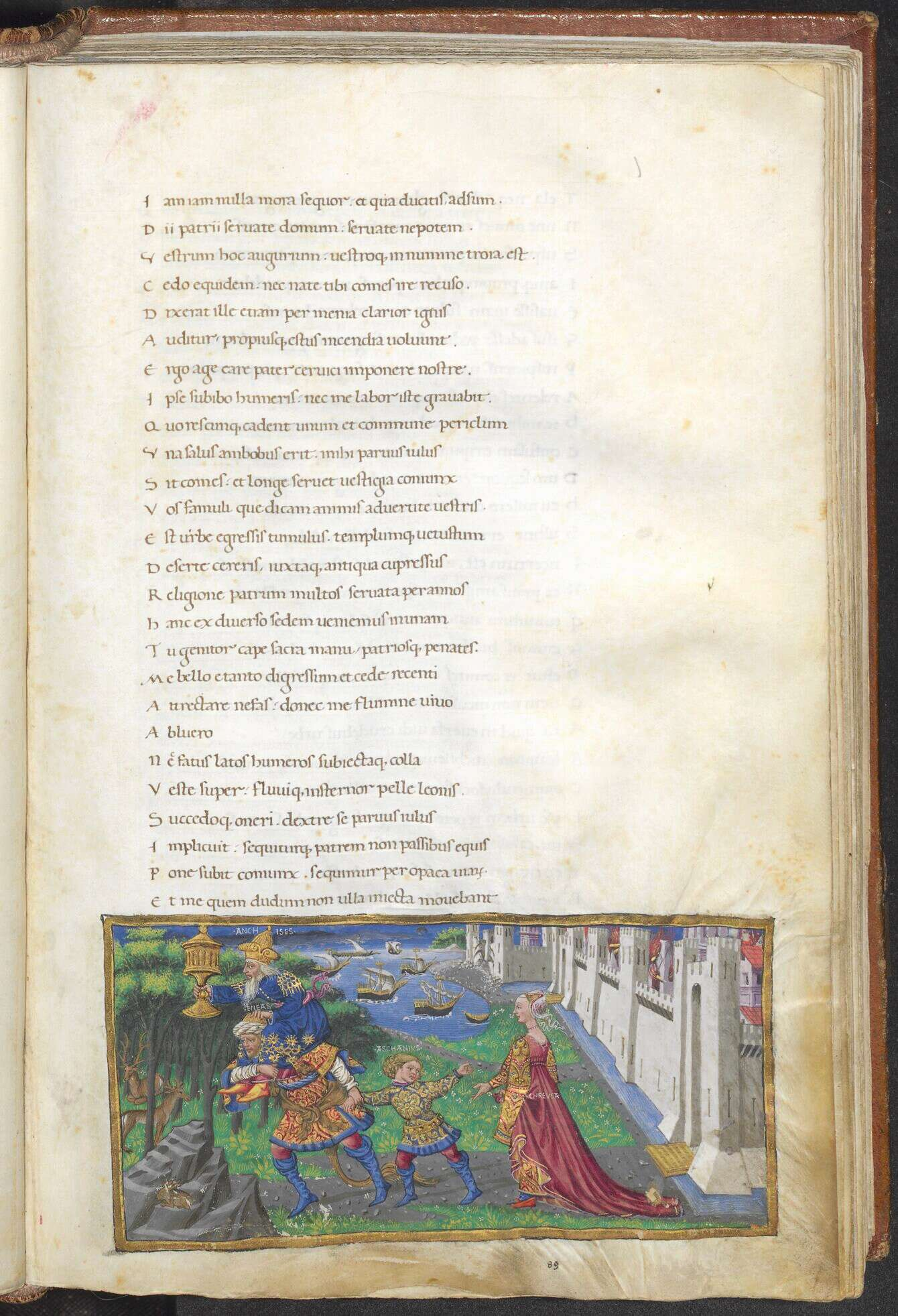
Ricc. 492 c. 89 r Virgilio Riccardiano, Enea, Ascanio e Anchise in fuga da Troia

- Virgilio Riccardiano (Ricc. 492): è il manoscritto più noto della biblioteca, contiene le tre grandi opere di Publio Virgilio Marone (Bucoliche, Georgiche, Eneide) e faceva parte della collezione Riccardi almeno fin dal 1706. Manufatto di rara eleganza per la pergamena liscia e sottilissima, e l'armoniosa architettura della pagina: la scrittura di uno dei più noti copisti della Firenze del Quattrocento, “Nicolaus Riccius Spinosus” è accompagnata dalle miniature di Apollonio di Giovanni e della sua bottega, a cui si deve la fama del manoscritto. Vi sono 88 miniature tabellari, di cui 19 non finite, disposte in sequenza nel margine inferiore che fungono da corredo illustrativo ai testi;
- Divina Commedia autografa di Giovanni Boccaccio (Ricc. 1035): esemplare autografo di Boccaccio della Divina Commedia risalente agli anni sessanta del Trecento, è corredato da illustrazioni e disegni attribuiti alla stessa mano del poeta, in tutto sette ed a penna. Questi sono collocati nel margine inferiore delle carte e raffigurano scene dell'Inferno;
- Rime di Dante Alighieri (Ricc. 1040): manoscritto del XV secolo (scritto tra il 1440 e il 1450) ove si conserva il ritratto di Dante nell'antiporta (c. I v.), testimonianza importante viste le caratteristiche somatiche, fortemente connotanti e realistiche, che sembrano seguire le descrizioni di Boccaccio nonché il “vero” anatomico, forse derivante dalle maschere mortuarie del Poeta;
- Ricettario o Modo di cucinare et fare buone vivande (Ricc. 1071): codice realizzato nel primo quarto del Trecento, è considerato il più antico ricettario italiano, consta attualmente di 57 ricette scritte in fiorentino, ma doveva prevederne almeno 72;
- Abaco o Trattato di Aritmetica di Giuliano de' Medici (Ricc. 2669): prezioso manoscritto fatto realizzare da Lorenzo il Magnifico per il figlio Giuliano, futuro duca di Nemours, al fine di istruirlo sull'arte della mercatura, si tratta di un libro d'abaco fondamentale per la conoscenza del commercio. Si può definire un vero e proprio manuale scolastico che oltre a impartire i rudimenti della disciplina trasmette un messaggio più sottile, ossia la glorificazione della casata attraverso blasoni e scenette che rimandano ad episodi della vita cittadina legati ai principali mestieri della città. Le miniature del codice forniscono così una preziosa testimonianza sulle tecniche e gli utensili in uso a Firenze nella seconda metà del Quattrocento;Ed. Rare 120 c. 45 r Bartolomeo Ammannati, Taccuino

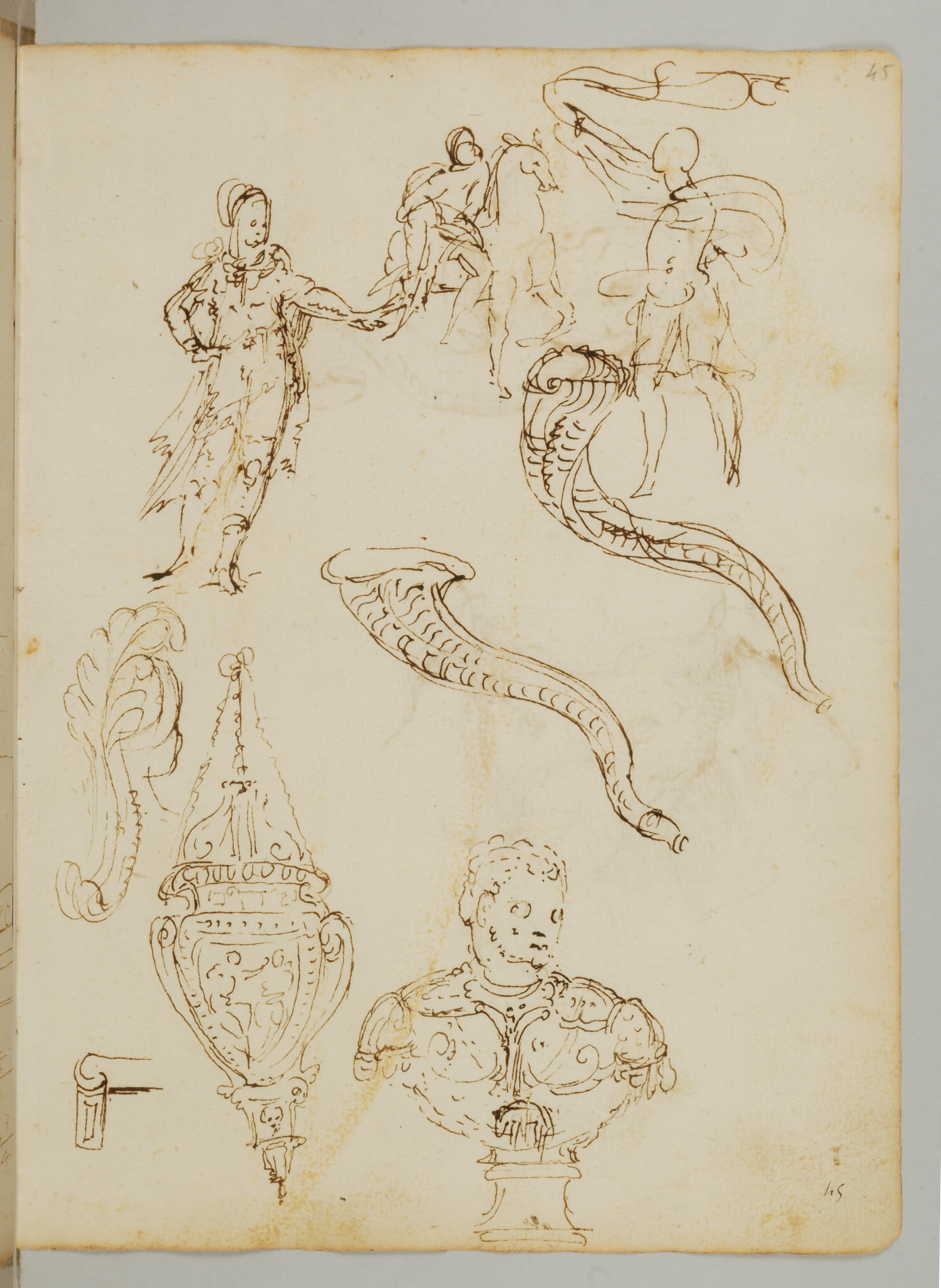
Ed. Rare 120 c. 45 r Bartolomeo Ammannati, Taccuino

- Atlanti nautici di Francesco Ghisolfo (Ricc. 3615-3616): capolavori della cartografia nautica e tra i più decorati, i due atlanti del cartografo genovese Ghisolfo appartennero ai Medici e sono databili alla prima metà del XVI secolo. Il Ricc. 3616 venne eseguito per i Martelli ma poi venne donato a Francesco I de' Medici, figlio di Cosimo I, per il quale scrisse una dedica ed un sonetto celebrativo. Il Ricc. 3615 invece presenta sulla coperta uno scudo sormontato da un cappello cardinalizio, forse quello di Ferdinando, salito alla porpora nel 1563, oppure quello di Giovanni de' Medici. Ghisolfo probabilmente si ispirò alla raccolta delle carte nautiche di Battista Agnese, nella cui fiorente officina veneziana si produssero oltre 70 atlanti tra il 1536 e il 1564.
- Copia manoscritta de Il Principe di Niccolò Machiavelli (Ricc. 2603), di Biagio Bonaccorsi, redatta prima del 1521 (anno della morte del Bonaccorsi), una delle più antiche attestazioni manoscritte del Principe prima dell'editio princeps del 1532.
- Trattato di arte edificatoria o Taccuino dell'Ammannati (Ed. rare 120): si tratta di carte rilegate insieme senza un preciso ordine cronologico nel XIX secolo. Si tratta di 114 fogli, fitti di schizzi, disegni e annotazioni autografi dell'Ammannati realizzati per opere medicee, alcune delle quali identificabili e rintracciabili, altre riscontrabili come progetti e testimonianze di gusto. Vi sono studi di aritmetica e geometria applicate all'architettura, studi su fortificazioni e sistemi di misurazione. Vi sono poi studi di oggetti e disegni di figura fatti a penna come lo studio del Busto di Cosimo I (c. 45r) in armatura classicheggiante.

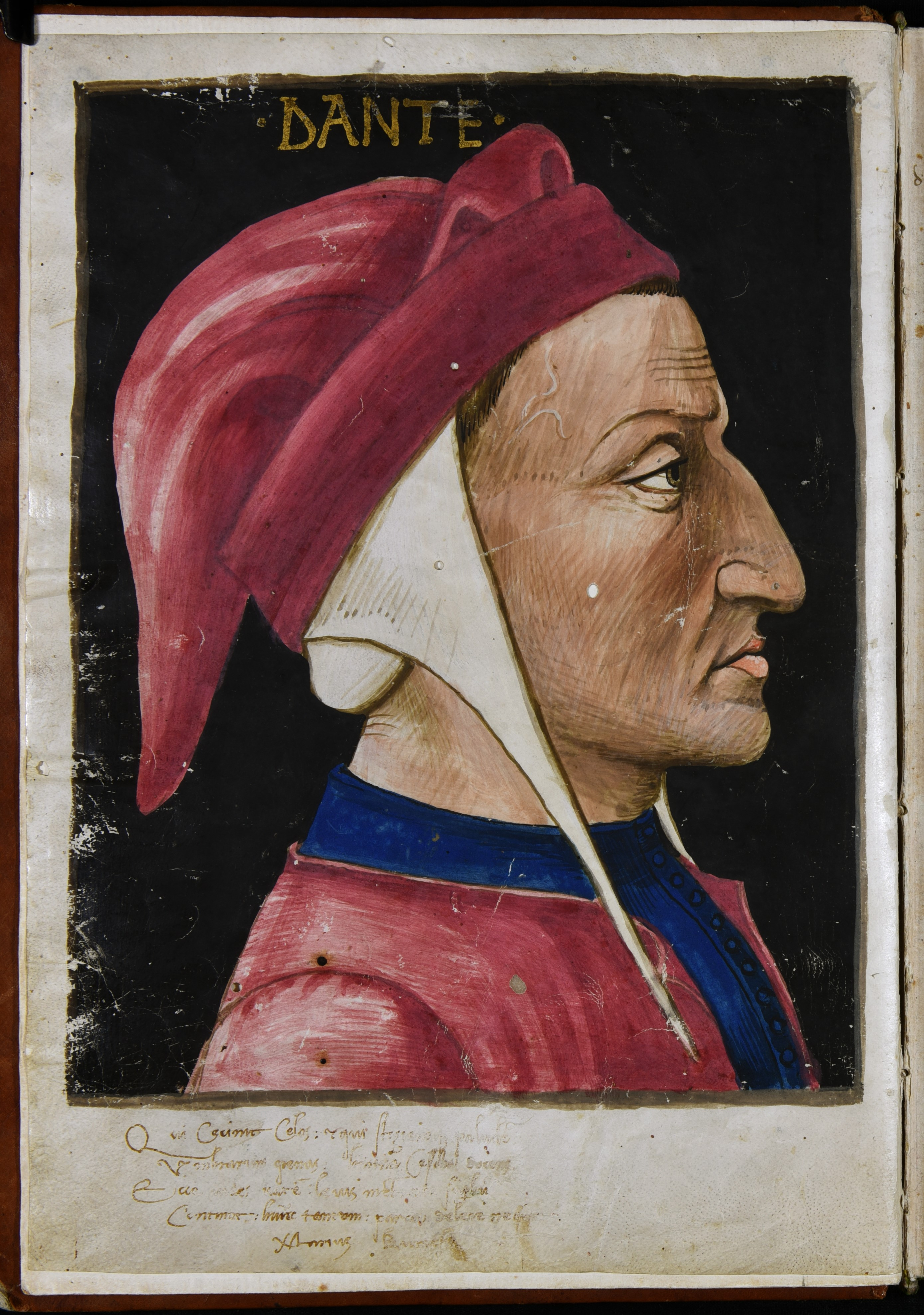
Ricc. 1040 c. 1 v Ritratto di Dante

### Libri a stampa
- Vita di Francesco Sforza (Ed. rare 428): copia magnifica dedicata all'imperatore, dal superbo frontespizio miniato.
- Bibbia glossata da Girolamo Savonarola (Ed. rare 640) conservata nel monastero di Santa Lucia a Camporeggi fino alla seconda metà del Settecento. Si tratta di un testo di piccolo formato, con iniziali e lettere paragrafali in azzurro e rosso, caratterizzato da moltissime postille ai margini del testo di mano del Savonarola, il quale era solito riempire con la sua minutissima scrittura i margini di Bibbie e Breviari in suo possesso, con appunti che dovevano servirgli per le sue predicazioni.
- Commedia di Dante (Ed. rare 691) commentata da Cristoforo Landino, completa delle 21 incisioni tratte da elegantissimi disegni di Sandro Botticelli, a cui, tra l'altro, viene attribuito un disegno nel raffinato codicetto del Fiore di virtù (Ricc. 1711, c. 1v), miniato da Antonio di Niccolò, raffigurante una figura femminile alata recante una sfera armillare, da identificarsi verosimilmente con Urania.

## Direttori
- Alessandro Bulgarini: dal 1859 al 1875
- 1876-1898: la biblioteca passa sotto la direzione della Biblioteca nazionale centrale di Firenze, bibliotecari Prospero Viani (1884-1889?) e Salomone Morpurgo (1888-1898)
- 1898: la biblioteca è unita amministrativamente alla Biblioteca Medicea Laurenziana, fino al 1º marzo 1942
- Irma Merolle Tondi: da marzo 1942 a aprile 1953
- Giovanni Semerano: da maggio 1953 a dicembre 1954 (o gennaio 1955)
- Alberto Giraldi: da gennaio o febbraio 1955 a settembre 1956
- Berta Maracchi Biagiarelli: da ottobre 1956 a maggio o giugno 1967
- Irma Merolle Tondi: da giugno 1967 a novembre 1970
- Antonietta Morandini: da dicembre 1970 a maggio 1973
- Maria Jole Minicucci: da giugno 1973 a maggio 1983 (con interruzione nel 1974-1976?)
- Carla Guiducci Bonanni: dal 1983 al 1985
- Maria Jole Minicucci: dal 1985 al 1986
- Maria Prunai Falciani: dal 1986 al 1995 (o 1996)
- Giovanna Lazzi: dal 1996 al 2015
- Fulvio Silvano Stacchetti: dal 2015 al 2018
- Francesca Gallori: dal 2018

Tratto da: AIB-WEB. Materiali per la storia dei bibliotecari italiani con integrazioni.

## Galleria d'immagini

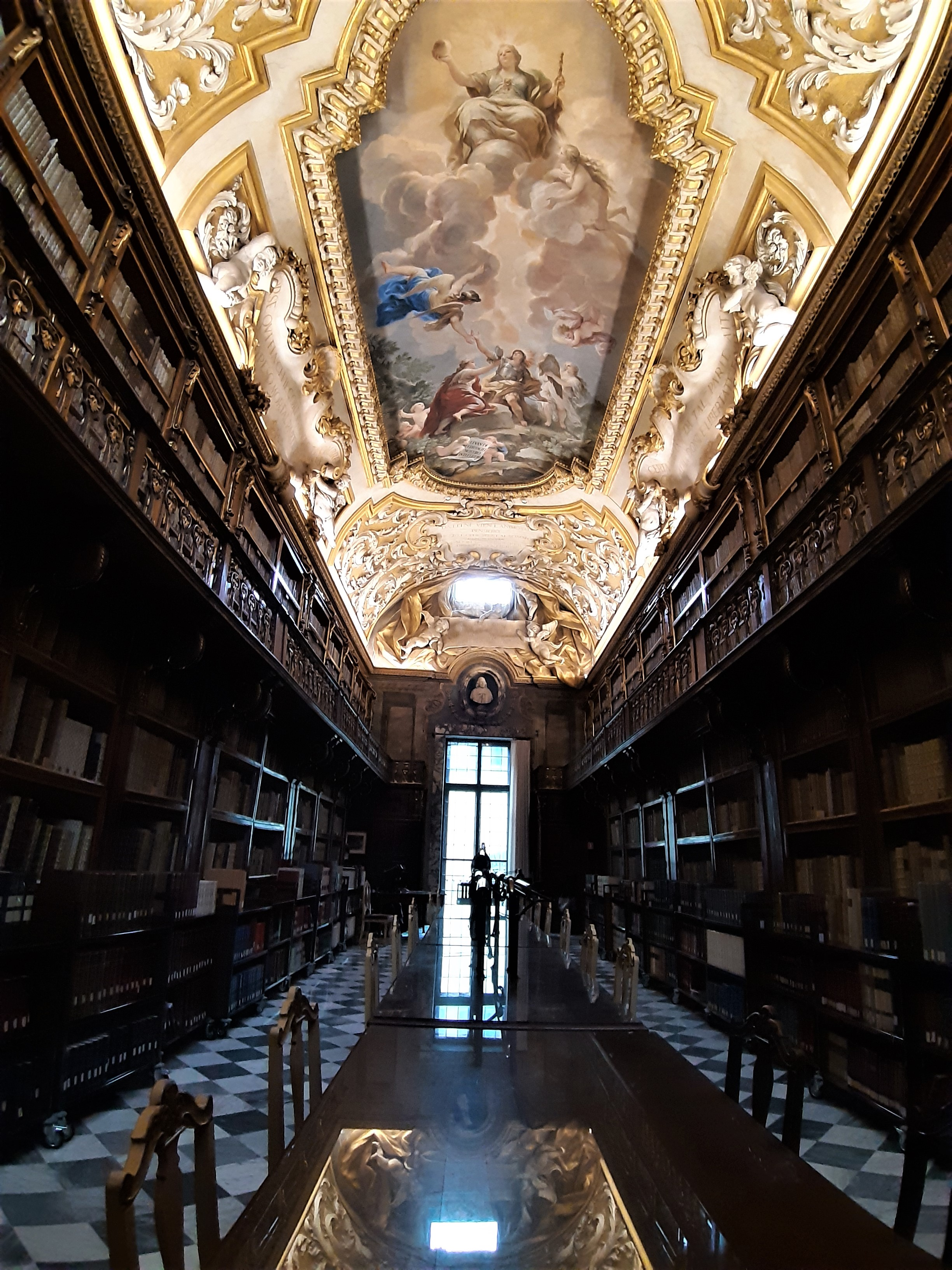
Sala di lettura della Biblioteca Riccardiana
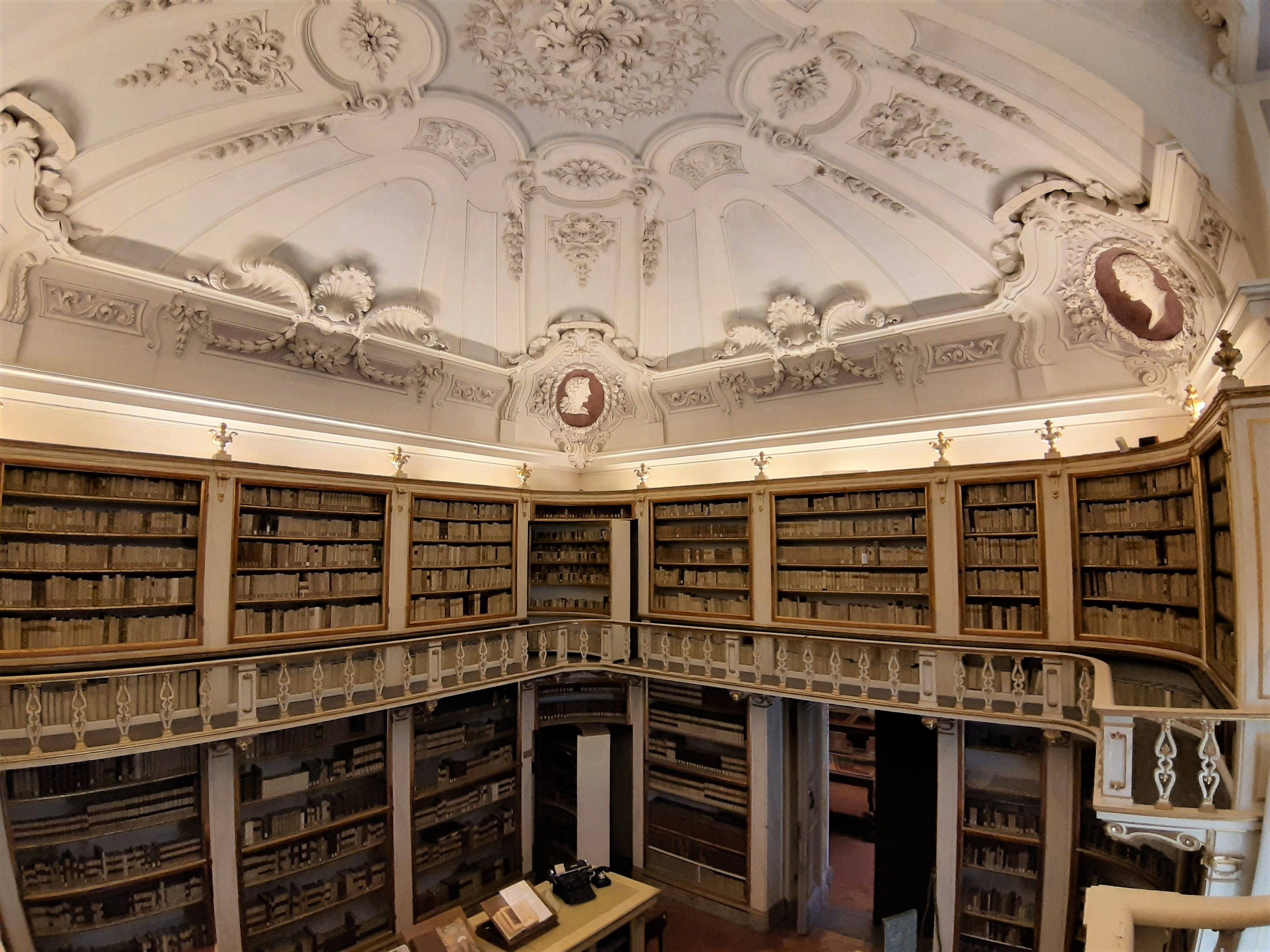
Direzione della Biblioteca Riccardiana, vista dal ballatoio
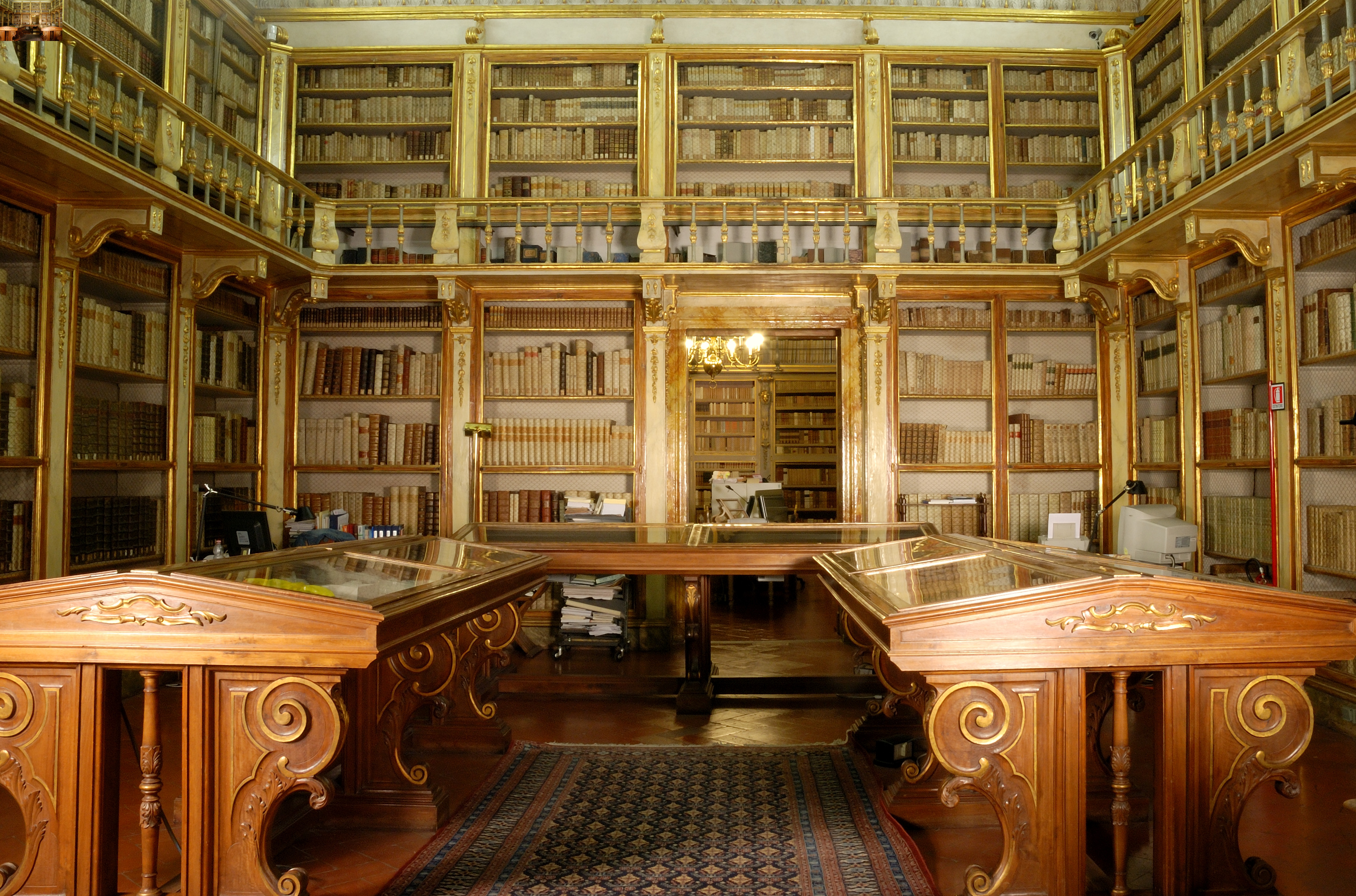
Sala Esposizione della Biblioteca Riccardiana
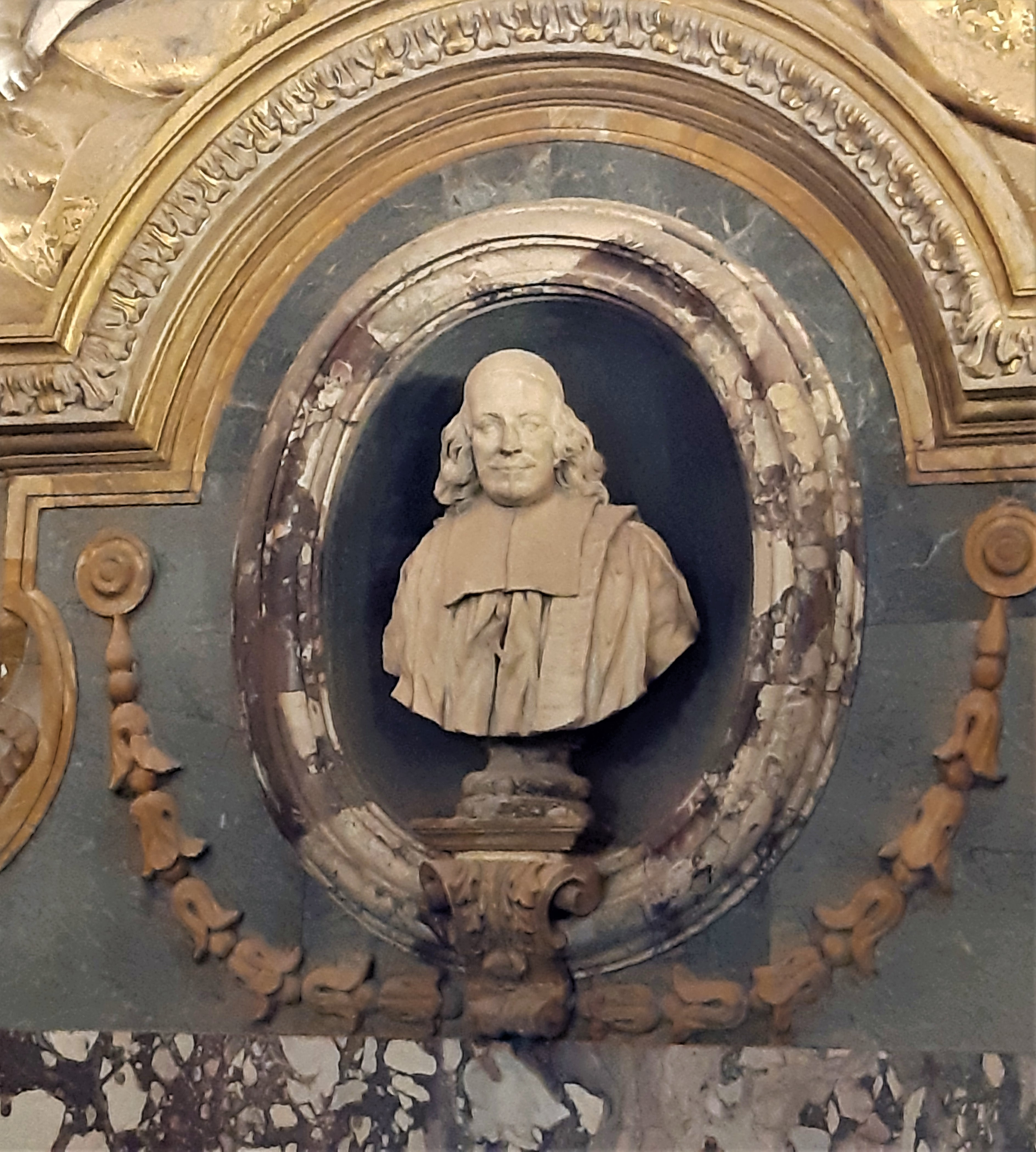
Giovan Battista Foggini, Busto-ritratto di Vincenzio Capponi, marmo. Sala di consultazione della Biblioteca Riccardiana
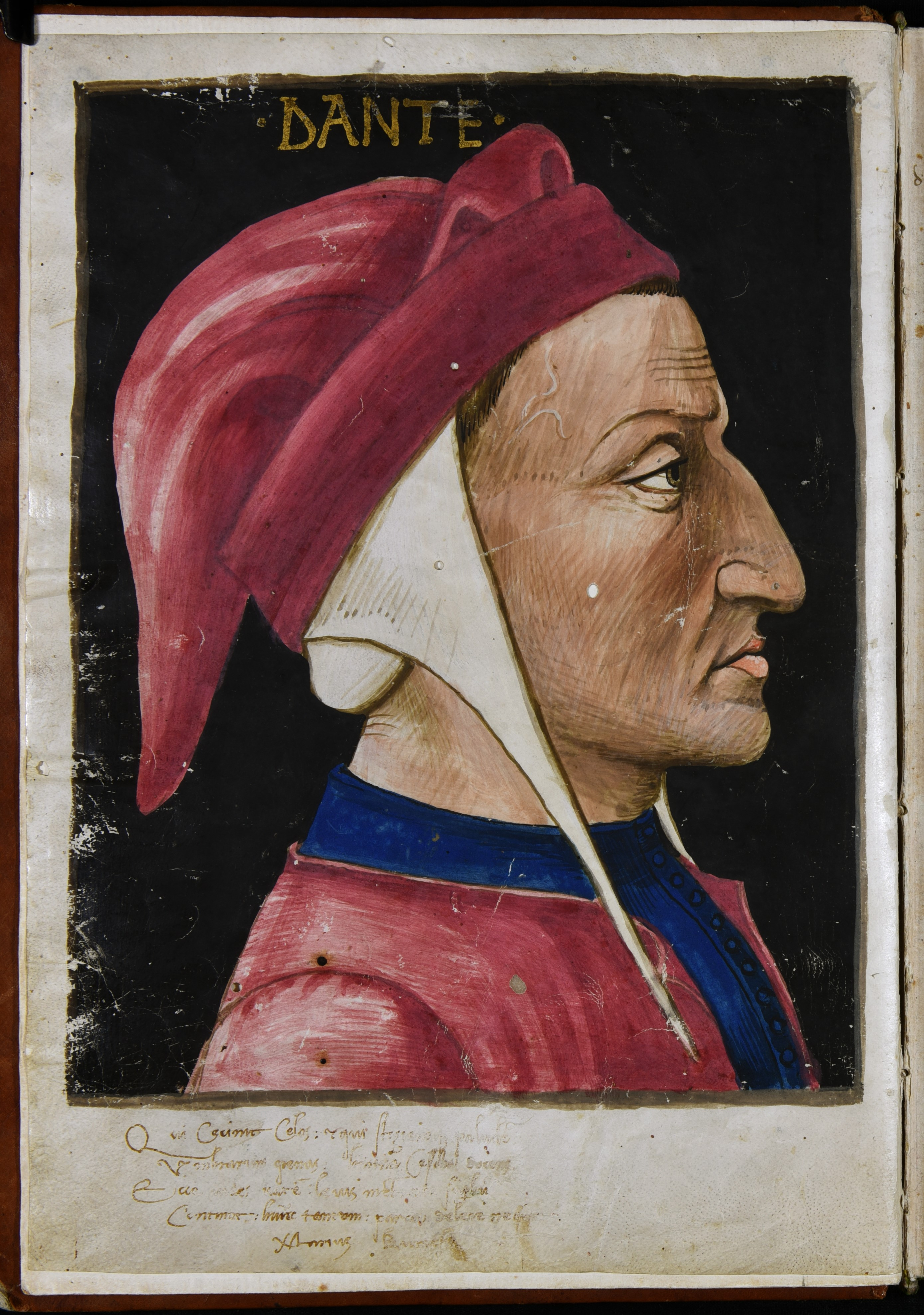
Ricc. 1040, c. 1v Ritratto di Dante
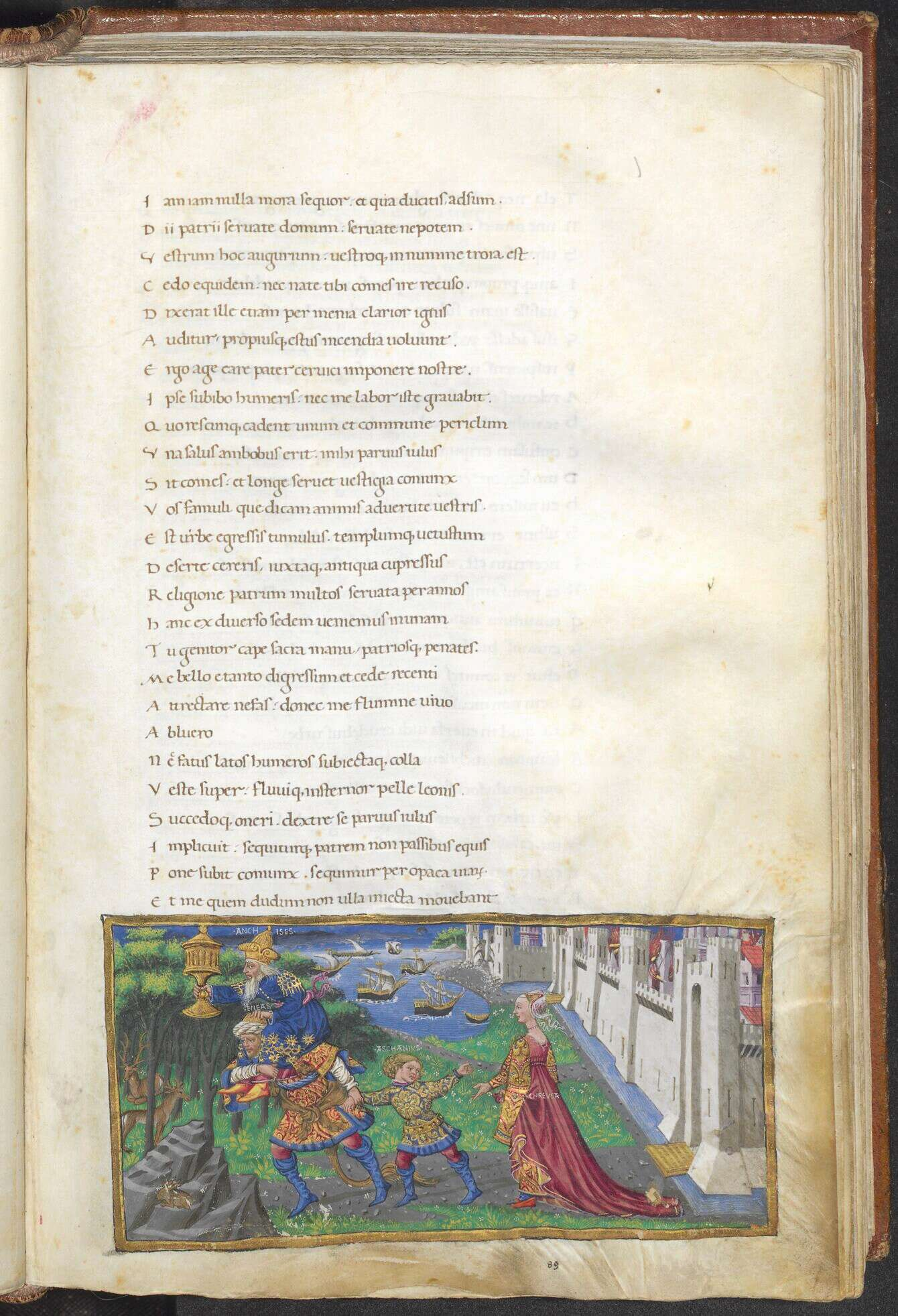
Ricc. 492 c. 89r Virgilio Riccardiano
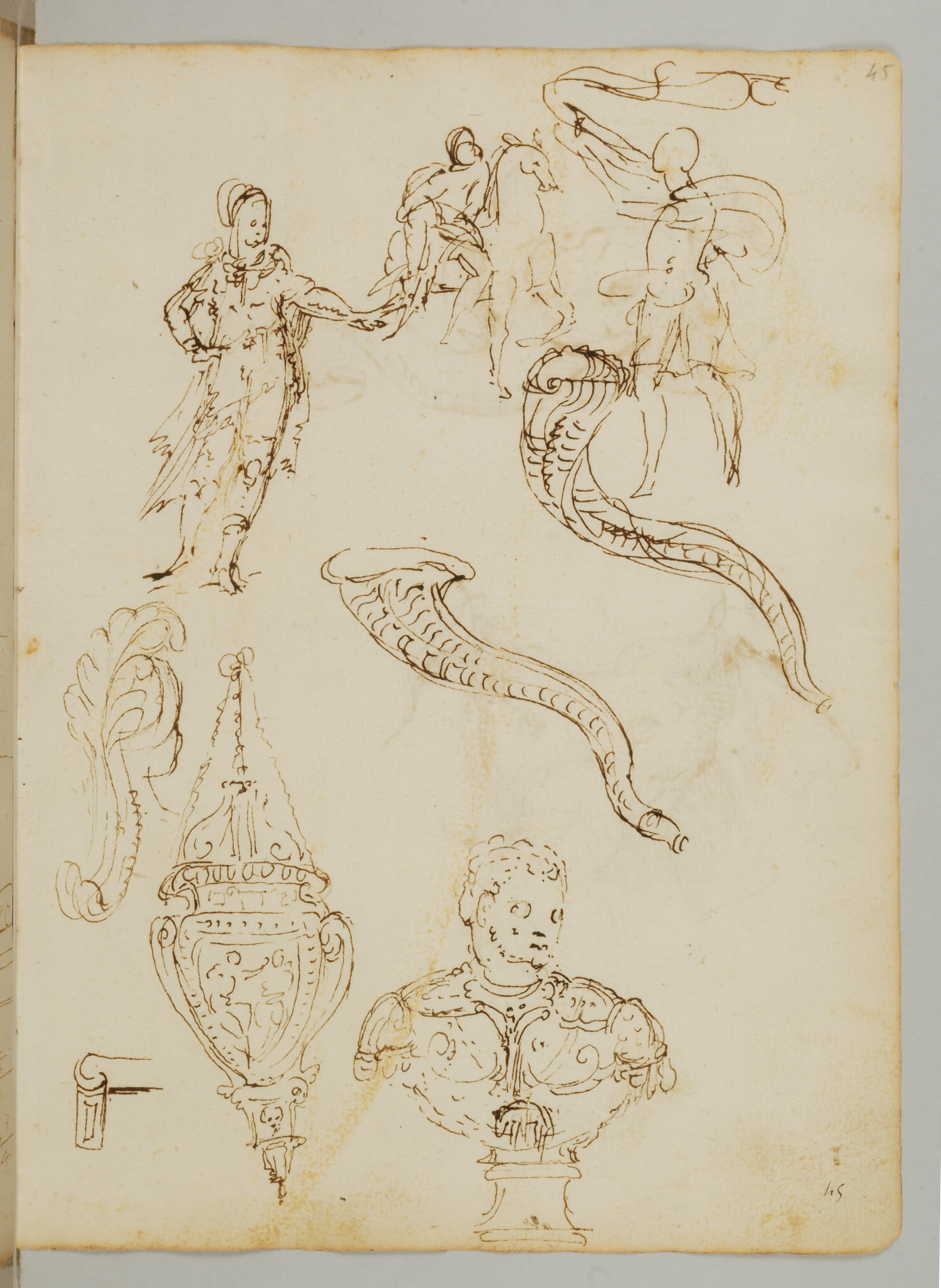
Ed. rare 120 c. 45r Taccuino di Bartolomeo Ammannati, particolare del Busto di Cosimo I de' Medici in armatura classicheggiante